# Cylindromyia gemma
Cylindromyia gemma là một loài ruồi trong họ Tachinidae.